# Ibrahim Salah (calciatore 2001)
Ibrahim Salah (in arabo ابراهيم صلاح‎?; Saint-Josse-ten-Noode, 30 agosto 2001) è un calciatore belga naturalizzato marocchino, attaccante del  Brest in prestito dal Rennes.

## Carriera

### Club
Cresciuto in varie società belga tra cui Union Saint-Gilloise e Beerschot VA, il 28 maggio 2021 viene tesserato dal Gent, con cui il 27 dicembre seguente firma il primo contratto professionistico.
Dopo una prima stagione passata con le riserve, nell'estate 2022 viene promosso definitivamente in prima squadra, esordendo, il 7 agosto 2022 esordisce in Pro League nella vittoria per 2-1 contro il Westerlo.
Nella prima parte di stagione si rivela come uno dei maggiori prospetti del club, si ritaglia, dunque, uno spazio tra i titolari arrivando a debuttare anche nelle competizioni confederali.
Il 31 gennaio 2023, durante l'ultimo giorno della sessione invernale di calcio, si trasferisce a titolo definitivo al Rennes.
Cinque giorni dopo esordisce in Ligue 1 contro il Lilla: nell'occasione entra all'87' minuto al posto di Benjamin Bourigeaud con il risultato di 1-3 a favore degli avversari.
Il 23 febbraio segna la prima rete con il club - e da professionista - ai tempi supplementari della gara di Europa League persa a tiri di rigore contro lo Šachtar, che ha sancito l'eliminazione de les rennais dalla competizione. Tre giorni più tardi debutta, da titolare, in campionato contro il Nantes (vittoria 0-1).

### Nazionale
Nato in Belgio da genitori marocchini, ha sempre dichiarato di voler rappresentare la nazionale marocchina.
Dunque, nell'agosto 2022 accetta la convocazione da parte del commissario tecnico Houcine Ammouta con la nazionale olimpica marocchina per un doppio confronto amichevole contro la selezione senegalese allo stadio Moulay Abdallah di Rabat. Salah disputa entrambe le gare, concluse con due sconfitte.
Il 13 febbraio 2023 viene convocato per la prima volta da Walid Regragui in nazionale maggiore per la serie di gare amichevoli contro Brasile e Perù. Rimane in panchina in entrambe le partite, senza riuscire a debuttare.

## Statistiche

### Presenze e reti nei club
Statistiche aggiornate al 14 maggio 2023.
| Stagione        | Squadra         | Campionato      | Campionato | Campionato | Coppe nazionali | Coppe nazionali | Coppe nazionali | Coppe continentali | Coppe continentali | Coppe continentali | Altre coppe | Altre coppe | Altre coppe | Totale | Totale | Totale |
| Stagione        | Squadra         | Comp            | Pres       | Reti       | Comp            | Pres            | Reti            | Comp               | Pres               | Reti               | Comp        | Pres        | Reti        | Pres   | Reti   |        |
| --------------- | --------------- | --------------- | ---------- | ---------- | --------------- | --------------- | --------------- | ------------------ | ------------------ | ------------------ | ----------- | ----------- | ----------- | ------ | ------ | ------ |
| 2022-2023       | Gent            | D1              | 14         | 3          | CB              | 3               | 0               | UEL+UECL           | 0+4                | 0                  | -           | -           | -           | 21     | 0      |        |
| gen.-giu. 2023  | Rennes          | L1              | 12         | 0          | CF              | -               | -               | UEL                | 2                  | 1                  |             | -           | -           | 14     | 1      |        |
| Totale carriera | Totale carriera | Totale carriera | 26         | 3          |                 | 3               | 0               |                    | 6                  | 1                  |             | -           | -           | 35     | 1      |        |